# Tipula siebkei
Tipula siebkei är en tvåvingeart som beskrevs av Zetterstedt 1852. Tipula siebkei ingår i släktet Tipula och familjen storharkrankar. Enligt den svenska rödlistan är arten nära hotad i Sverige. Arten förekommer på Öland och Götaland. Artens livsmiljö är skogslandskap, jordbrukslandskap. Inga underarter finns listade i Catalogue of Life.